# Blues Deluxe
Blues Deluxe è il terzo album in studio del musicista blues rock statunitense Joe Bonamassa, pubblicato nel 2003.

## Tracce
1. You Upset Me Baby (B.B. King cover) – 3:35
2. Burning Hell (John Lee Hooker cover) – 6:49
3. Blues Deluxe (The Jeff Beck Group cover) – 7:20
4. Man of Many Words (Buddy Guy cover) – 4:10
5. Woke Up Dreaming – 2:51
6. I Don't Live Anywhere – 3:41
7. Wild About You Baby (Elmore James cover) – 3:39
8. Long Distance Blues (T-Bone Walker cover) – 3:52
9. Pack It Up (Freddie King cover) – 4:04
10. Left Overs (Albert Collins cover) – 3:23
11. Walking Blues (Robert Johnson cover) – 4:29
12. Mumbling Word – 3:29